# Caryanda rufofemorata
Caryanda rufofemorata is een rechtvleugelig insect uit de familie veldsprinkhanen (Acrididae). De wetenschappelijke naam van deze soort is voor het eerst geldig gepubliceerd in 1992 door Ma & Zheng.